# Oxidación de Schöniger
La oxidación de Schöniger (también conocido como test de matraz de Schöniger o el método de matraz de oxígeno) es un método de análisis elemental desarrollado por Wolfgang Schöniger.
La prueba se realiza en un matraz Erlenmeyer, o en un embudo de separación. Este involucra la combustión de una muestra en oxígeno puro, seguido de la absorción de los productos de combustión en una disolución de hidróxido de sodio. La reacción que ocurre es:
{\displaystyle {\ce {(C,H,N,X,S) + O2 ->[NaOH] Na+X-+ Na+CN- + (Na+)2SO3^2-}}}
Esto permite la determinación cuantitativa de cloro, nitrógeno y azufre en una muestra.